# Schwartziella gibbera
Schwartziella gibbera là một loài ốc biển nhỏ, là động vật thân mềm chân bụng sống ở biển trong họ Rissoidae.